# Хоар, Майк
Томас Майкл Хоар (или Хор) (англ. Thomas Michael Hoare; 17 марта 1919, Калькутта, Британская Индия — 2 февраля 2020, Дурбан, ЮАР); широко известен под прозвищем Mad Mike — Сумасшедший Майк, «Бешеный Майк») — британский военный; позднее южноафриканский наёмник и активный участник конголезских войн 1960-х. Также известен как организатор неудачной попытки государственного переворота на Сейшельских островах в 1981 году.

## Биография

### Ранние годы
Родился в Британской Индии в семье капитана речного транспорта. Этнический ирландец. С восьмилетнего возраста жил в Плимуте. После школы окончил колледж, получил профессию бухгалтера. Соответственно своим склонностям, решил стать военным. Пытался поступить в военную академию в Сандхерсте, однако принят не был. Поступил на службу в армейский территориальный резерв, где получил профессиональную военную подготовку. В двадцать лет был зачислен в полк Лондонских ирландских стрелков.
Участвовал во Второй мировой войне, служил стрелком и разведчиком в Королевских бронетанковых войсках. Воевал в Бирме, участвовал в Кохимской битве. Получил звание капитана, после войны дослужился до майора.
Демобилизовался в 1946 году, спустя два года перебрался в ЮАС. Жил в Дурбане, работал бухгалтером, возглавлял яхт-клуб. Увлекшись мотоциклами, Хоар совершил несколько трансафриканских мотопробегов. Затем занялся организацией сафари.

### В конголезских войнах

#### На службе у Чомбе
В 1961 году завербовался в катангские войска Моиза Чомбе. Командовал полицейским подразделением «Коммандо 4». Отслужив установленный контрактом срок, вернулся в ЮАР.
В 1964—1965 годах вновь находился на службе у Чомбе как премьер-министра Конго. Сформировал и возглавил подразделение «Коммандо 5» — самую боеспособную часть правительственной армии. Подразделение Хоара, укомплектованное в основном южноафриканскими и европейскими наёмниками, отличалось высокой эффективностью, профессионализмом и дисциплиной.
Хоар сыграл важную роль в подавлении леворадикального восстания Симба. Его подразделение изматывало противника эффективными рейдами и сыграло ключевую роль в захвате ряда опорных пунктов. Особенно тревожная ситуация сложилась в Альбертвиле, где в плену у симба находилось большое количество заложников-европейцев. Энергичные действия Хоара фактически решили исход войны. Наёмники из отрядов Хоара, Боба Денара и Жана Шрамма везде, где могли, жёстко пресекали убийства европейцев. Они предотвратили резню более полутора тысяч белых жителей Стэнливиля.

#### Неоднозначная кличка
Именно тогда Майкл Хоар получил кличку Сумасшедший Майк (Бешеный Майк). Её первоначальными авторами были чёрные погромщики. Радио ГДР регулярно называла Хоара «бешеной собакой» (mad bloodhound), что неизменно радовало самого Хоара.

#### После Конго
Цикл конголезской политической борьбы завершился в 1965 году государственным переворотом, свержением Чомбе и приходом к власти Мобуту Сесе Секо. Новый президент занимал прозападные позиции, но опирался на регулярную поддержку государств, а не на наёмную вольницу, что было характерно для Чомбе.
Отслужив первый контракт у Чомбе, Хоар покинул Катангу, но вскоре вернулся, чтобы принять участие в поисках двоих пропавших без вести наёмников из своего отряда. Оба, однако, оказались погибшими.
Летом 1966 года Чомбе инициировал первый мятеж в Катанге, рассчитывая привлечь к нему Хоара. Однако, выступление было быстро подавлено при активном участии Боба Денара. Второй мятеж был поднят под руководством Жана Шрамма и Денара в 1967 году. Восстание наёмников и жандармов охватило Катангу и перекинулось на Киву. Однако к концу года Мобуту подавил это выступление. Наёмники покинули Заир.
Хоар вернулся в ЮАР. 1967 году он появился в Нигерии, где шла гражданская война против сепаратистов Биафры. Хоар посетил по приглашению обе стороны — как правительство генерала Говона, так и Биафру — и выступил с заявлением, что в интересах Британского содружества наёмники с обеих сторон должны выйти из игры. Однако, его коллеги к призывам не прислушались, и в Нигерии наёмники воевали друг против друга.
На рубеже 1970—1980-х годов продолжал заниматься вербовочной и консультационной деятельностью, «сбивая новые стаи „гусей“».

### Сейшельская операция

#### Политическая борьба на Сейшельских островах
В 1976 году Сейшельские Острова получили независимость от Великобритании. Первоначально во главе республики стал прозападный политик Джеймс Мэнчем. Уже в 1977 году в результате государственного переворота к власти пришёл «социалист Индийского океана» Франс Альбер Рене. Он установил режим «социалистической ориентации», близкий к «реальному социализму» (хотя не совпадающий в полной мере), повёл просоветскую внешнюю политику, открыл доступ на Сейшелы ВМФ СССР, установил тесные связи с северокорейским режимом. Ближайшим союзником Рене выступал левоориентированный президент Танзании Джулиус Ньерере.
В 1978 году Джеймс Мэнчем связался со спецслужбами ЮАР для подготовки контрпереворота на Сейшелах. Этот план совпадал и с военными интересами США, где вызывало беспокойство появление советского флота близ стратегической американской базы Диего-Гарсия. Представители Мэнчема вышли на связь с Хоаром. После длительного перерыва «Сумасшедший Майк» вновь был привлечён к военно-политической операции по найму. Его противниками вновь являлись левые политические силы. Решение явно принималось под впечатлением успешного переворота, совершённого Бобом Денаром в мае 1978 года на Коморских островах (там был свергнут режим Али Суалиха, сходный с сейшельским правительством Рене, но более радикальный и гораздо менее эффективный).

#### Рейд и провал
Хоар сформировал отряд из 53 человек — бывших южноафриканских военных, бойцов родезийского спецназа и ветеранов Конголезской войны. 25 ноября 1981 года группа Хоара прибыла в аэропорт на сейшельском острове Маэ. Наёмники были замаскированы под команду регбистов. По версии советского журналиста-международника Бориса Асояна, Хоар и его подчинённые выдавали себя за членов «Древнего ордена завсегдатаев пивных»: якобы делегация прибыла в Викторию на международный конгресс и намеревалась поселиться в гостинице «Риф».
По случайности (один нетрезвый наёмник обнаружил своё оружие перед таможенным контролем) столкновение началось преждевременно и расчёт на внезапность сорвался. Отряд Хоара захватил аэропорт, но оказался блокирован сейшельскими силами безопасности и танзанийскими солдатами. Попытка прорваться на близлежащую военную базу не удалась. После нескольких часов перестрелки — причём наёмники без особого труда удерживали аэропорт — Хоару удалось захватить индийский пассажирский самолёт и отбыть обратно в ЮАР.
Семеро наёмников были захвачены сейшельцами, предстали перед судом и получили суровые приговоры, вплоть до смертной казни. Все они, однако, были помилованы и через два года депортированы в ЮАР. Хоар и 45 человек из его отряда были привлечены к ответственности за угон самолёта и осуждены на разные сроки заключения. Сам Майкл Хоар (к тому времени 62-летний) получил 10 лет тюрьмы, из которых отбыл 2 года и 9 месяцев, после чего был освобождён по амнистии.

#### Политические последствия
Сейшельская операция Хоара и её провал имели широкий международный резонанс. 15 декабря 1981 года Совет безопасности ООН единогласно осудил попытку переворота. Вопрос рассматривался специальной комиссией ООН, констатировавшей причастность спецслужб ЮАР. Осуждение было продублировано резолюцией СБ ООН в мае 1982. В обоих случаях имя Майкла Хоара упоминалось в документах ООН, что способствовало новому всплеску его международной известности.
Режим Рене на Сейшельских островах оказался весьма устойчивым. Он сумел не только подавить ещё несколько попыток свержения в 1980-х, но и трансформироваться после перехода к многопартийной системе и рыночной экономике в 1991 году.

## В частной жизни
После освобождения в 1984 году Майкл Хоар не принимал участия в военно-политических мероприятиях. Он удалился в частную жизнь, хотя не изолировался от общества. Проживал во Франции, затем вернулся в Дурбан. Написал несколько книг о своих приключениях. Три года вместе с семьёй путешествовал на личной яхте.
Майкл Хоар консультировал фильм The Wild Geese («Дикие гуси») о приключениях группы наёмников, в котором он сам фигурировал как персонаж (роль Хоара исполнил Ричард Бёртон). Один из актёров, — Ян Юл, — служил в «Коммандо 5» под командованием Хоара.
Был женат дважды. Первый брак с Элизабет продлился с 1945 до развода в 1961, супруги имели троих детей. Со своей второй женой Филлис Симмс-Хоар — стюардессой по профессии — Хоар познакомился в Катанге, на службе у Моиза Чомбе. В этом браке у них было двое детей. В Катанге же он познакомился с многолетним другом Джерри Пюреном, впоследствии участником сейшельского рейда.
Одним из последствий неудавшейся сейшельской операции стало исключение Хоара из ассоциации профессиональных бухгалтеров на основании осуждения по уголовной статье.

## Кончина
Майкл Хоар скончался в дурбанской больнице. Смерть наступила во сне. Крис Хоар, сын и биограф Майкла Хоара отметил, что его отец «жил по своей философии: „риск важнее жизни“ — и тем удивительнее, что он прожил 100 лет».

## Оценки
Майкл Хоар стал одним из символов наёмничества и локальных конфликтов второй половины XX века. Противостоящая сторона формировала его образ как «убийцы по найму» и «расиста-головореза». В западном обществе его репутация подрывалась проживанием в ЮАР, что трактовалось как поддержка изолированного в мире режима апартеида. Сильным ударом по репутации Хоара стал провал акции на Сейшелах.
В то же время объективная характеристика Майкла Хоара не будет полной без учёта его участия во Второй мировой войне на стороне антигитлеровской коалиции и его роли в пресечении расового террора в ходе Конголезской войны.

## Книги
- Congo Mercenary, London: Hale (1967), ISBN 0-7090-4375-9; Boulder, CO: Paladin Press (reissue 2008, with new foreword), ISBN 978-1-58160-639-3
- Congo Warriors, London: Hale (1991), ISBN 0-7090-4369-4
- The Road to Kalamata: a Congo mercenary’s personal memoir, Lexington, Mass.: Lexington Books (1989), ISBN 0-669-20716-0; Boulder, CO: Paladin Press (reissue 2008, with new foreword, ISBN 978-1-58160-641-6)
- The Seychelles Affair, Bantam, ISBN 0-593-01122-8
- Three Years with Sylvia, London: Hale, ISBN 0-7091-6194-8
- Mokoro — A Cry For Help! Durban North: Partners In Publishing (2007), ISBN 978-0-620-39365-2
- Mike Hoare′s Adventures in Africa, Boulder, CO: Paladin Press (2010), ISBN 978-1-58160-732-1
- Last Days of the Cathars
- Асоян Б. Р. «Дикие гуси» убивают на рассвете: Тайная война против Африки. Москва. Издательство политической литературы,1984. — 175 с.

## В культуре
- В приключенческом романе А. Бушкова «Пиранья. Озорные призраки» описан под именем Майкла Шора[значимость факта?].

### Комментарии
1. ↑  На английском произносится Хо, конечный звук r появляется лишь в сочетании с гласным в начале следующего слова (т.н. «транзитивный r»). В русскоязычных источниках встречается транскрибция Хор[1]

### Сноски
1. ↑  Убийство демократии: операции ЦРУ и Пентагона в период холодной войны
2. 1 2  Mad Mike Hoare, the Legend Has Died. Дата обращения: 2 февраля 2020. Архивировано из оригинала 3 февраля 2020 года.
3. ↑  Mad Mike Hoare ‘The Legend’. A Biography By Chris Hoare. Дата обращения: 2 февраля 2020. Архивировано 26 июня 2020 года.
4. ↑  'Mad Mike' Hoare: The Legend. Summary of presentation by Chris Hoare, his son / To the Military History Society, Durban. Дата обращения: 2 февраля 2020. Архивировано 25 сентября 2019 года.
5. ↑  История трех наемников. Дата обращения: 23 января 2014. Архивировано 5 марта 2014 года.
6. ↑  Mike Hoare′s Adventures in Africa. Boulder, CO: Paladin Press (2010).
7. ↑  Майор Майк Хоар (Major Mike Hoare). Война в Конго 1964-67 гг. Дата обращения: 27 июля 2011. Архивировано из оригинала 26 июня 2020 года.
8. ↑  Независимая Африка: Катанга; Конго; Биафра; Родезия. Операция Watch-Chain. Дата обращения: 4 мая 2020. Архивировано 29 июня 2020 года.
9. ↑  Дух Эрнесто Че Гевары бродит по Заиру. Че и Симба. Дата обращения: 23 января 2014. Архивировано из оригинала 15 июня 2013 года.
10. ↑  Mercenary 'Mad Mike' Hoare dies aged 100
11. ↑  Независимая Африка: Катанга; Конго; Биафра; Родезия. Майк Хоар. Дата обращения: 4 мая 2020. Архивировано 29 июня 2020 года.
12. ↑  Независимая Африка. Катанга; Конго; Биафра; Родезия. Первый мятеж — 1966 год. Дата обращения: 4 мая 2020. Архивировано 28 июня 2020 года.
13. ↑  Впрочем, в реальности, ибо оказались «сепаратистами поневоле».
14. ↑  Леонид Кузнецов. «Дикие гуси» на мутной воде. М. «Молодая гвардия», 1980.
15. ↑  Советский ВМФ на Сейшельских островах. Дата обращения: 23 января 2014. Архивировано 17 января 2015 года.
16. ↑  Борис Асоян. «Дикие гуси» убивают на рассвете / М., Политиздат, 1984.
17. ↑  «Туристы» с автоматами. Дата обращения: 23 января 2014. Архивировано 4 февраля 2014 года.
18. ↑  UN team for Seychelles
19. ↑  «Cautionary Tales: Soldier of Fortune». Accountancy (ICAEW) 148 (1421): 113. January 2012.